# Ignacy Gintowt-Dziewałtowski
Ignacy Gintowt-Dziewałtowski (ur. 14 lipca 1888 w Plikiszkach (Plikiškės) parafii Kiernowskiej, gubernia wileńska, zm. 30 maja 1935 w Warszawie) – Polak, pochodził z rodziny szlacheckiej h. Trąby. Działacz polityczny.

## Życiorys
Członek PPS od 1908, od kwietnia 1917, członek RSDRP(b).
Ukończył szkołę realną w Wilnie, studiował na Politechnice Lwowskiej (nie ukończył studiów) oraz w Instytucie Psychoneurologii w Petersburgu. Od kwietnia do sierpnia 1915 był kadetem uczniem Pawłowskiej Szkoły Kadetów, służył w Pułku Grenadierów Gwardii w stopniu sztabskapitana.
W armii carskiej prowadził agitację rewolucyjną. Od października 1917 był członkiem piotrogrodzkiego Komitetu Wojskowo-Rewolucyjnego, od 26 października (8 listopada) komisarzem Pałacu Zimowego i zastępcą dowodzącego wojskami Piotrogradzkiego Okręgu Wojskowego oraz komisarzem Ogólnorosyjskiego Sztabu Generalnego.
W 1919 był zastępcą Ludowego Komisarza, a następnie Ludowym Komisarzem Spraw Wojskowych i Marynarki Wojennej Ukraińskiej SRR.
Od października 1919 pełnił szereg funkcji wojskowych, politycznych i rządowych na wschodzie Rosji, w tym stanowisko ministra wojny i ministra spraw zagranicznych Republiki Dalekiego Wschodu.
Od sierpnia 1920 do maja 1921 jako Jurin Ignatij Leonowicz stał na czele misji dyplomatycznej RDW w Chinach. Pełniąc tę funkcję poznał w Pekinie Bertranda Russella.
W 1924 był przedstawicielem Komitetu Wykonawczego Kominternu w Bułgarii.
Prawdopodobnie od marca 1925 kierował siatką wywiadowczą Armii Czerwonej w krajach nadbałtyckich.
13 listopada 1925 roku w wileńskim dzienniku Słowo w numerze 260 ukazał się artykuł zatytułowany: Z otchłani zgnilizny powrót do Wilna. Nawrócony dygnitarz bolszewicki wraca do rodzinnego miasta, zawierający doniesienie o przybyciu we wrześniu tego roku do Wilna byłego rewolucjonisty Ignacego Gintowt-Dziewałtowskiego. Zniechęcony i rozczarowany ideami komunistycznymi, postanowił zerwać z dotychczasową działalnością, i po pobycie w Niemczech i Austrii podjął decyzję powrotu do Polski. Władze administracyjne wydały mu, jako «dezerterowi politycznemu», zezwolenie na tymczasowy i warunkowy pobyt w Wilnie. Zamieszkał u rodziny – jego ojciec był urzędnikiem wileńskiego Magistratu.
W roku 1926, również w dzienniku Słowo, opublikowano w numerach 192 i 193 z sierpnia dwuczęściowy wywiad z Ignacym Gintowt-Dziewałtowskim, pod tytułem Ze wspomnień byłego komisarza. Wywiad autoryzowany był inicjałami E. Sch. Artykuł zawierał liczne wspomnienia rewolucjonisty, opisywał jego spotkania z Kiereńskim, Leninem, Dzierżyńskim.
Dnia 14 kwietnia 1927 roku Ignacy Gintowt-Dziewałtowski rozpoczął pracę w Urzędzie Wojewódzkim w Lublinie, jako urzędnik kontraktowy z VIII grupą uposażenia.
Według Dziennika Urzędowego Województwa Lubelskiego z 24 lutego 1928 r. (dział «Ruch służbowy»), na początku stycznia tegoż roku, Ignacy Gintowt-Dziewałtowski przeniósł się służbowo do Warszawy, gdzie rozpoczął  pracę w tamtejszym Urzędzie Wojewódzkim. Ponadto, w okresie od 1 kwietnia do 1 lipca 1930 roku, występował jako naczelnik Wydziału Ekonomiczno-Prawnego Naukowego Instytutu Emigracyjnego i Kolonialnego w Warszawie. Będąc  wykładowcą tej instytucji prowadził w ramach Studium Nauk Migracyjno-Kolonialnych 2-godzinne wykłady pt. Polacy w Rosji powojennej.
Przed wyborami parlamentarnymi w listopadzie 1930 roku Ignacy Gintowt-Dziewałtowski, jako prezes Koła Stowarzyszenia Urzędników Państwowych w Warszawie, był jednym z sygnatariuszy tzw. pierwszej centralnej odezwy Bezpartyjnego Bloku Współpracy z Rządem (Józefa Piłsudskiego), opublikowanej w krajowej prasie.
Praca Ignacego Gintowt-Dziewałtowskiego w warszawskim Urzędzie Wojewódzkim, gdzie po kilku latach zatrudnienia uzyskał tytuł radcy, miała związek z tematyką krajoznawczo-turystyczną. W 1929 r. pełnił funkcję sekretarza Warszawskiego Wojewódzkiego Komitetu Regionalnego. Brał udział w wielu konferencjach i zjazdach, w tym w Pierwszym Ogólnopolskim Kongresie Krajoznawczym w Poznaniu (12-13 lipca 1929), będąc, jak podaje protokół obrad, reprezentantem wojewody warszawskiego oraz Wojewódzkiego Komitetu Regionalnego. Wygłosił referat Krajoznawstwo w życiu państwowem i społecznem. Był autorem kilku opracowań poświęconych tematyce turystyczno-krajoznawczej oraz badaniom regionalnym, publikowanym w czasopiśmie Materiały Monograficzne (Województwa Warszawskiego). W 1930 r. (tom VI) ogłosił tu dwie prace: Metodyka monograficznych opisów letnisk i osiedli oraz Turystyka na terenie województwa warszawskiego.
Ignacy Gintowt-Dziewałtowski poświęcił się również pracy związanej z ruchem chopinowskim, mającym na celu ocalenie pamiątek po wielkim polskim kompozytorze oraz popularyzację wiedzy o nim w społeczeństwie. Był aktywnym współorganizatorem utworzonego w 1932 r. Komitetu Dni Chopinowskich, a w roku 1933 pełnił obowiązki Sekretarza Generalnego tego Komitetu. Na szczególną pamięć zasłużył pracą nad rewaloryzacją parku w Żelazowej Woli. Inicjator odnowy zabytkowego kompleksu dworsko-parkowego oraz twórca projektu tegoż Parku, znany architekt prof. Franciszek Krzywda-Polkowski pisał w swoich wspomnieniach opublikowanych na łamach periodyku Chopin (nr 1 z 1937 r.): «Pierwsze prace wstępne, obejmujące pomiary i zbadanie stanu istniejącego, rozpoczęte zostały jeszcze jesienią w roku 1931. Przybyliśmy wtedy po raz pierwszy do Żelazowej Woli ze śp. radcą Gintowt-Dziewałtowskim»(…). Rozpoczęły się wtedy zakrojone na szeroką skalę prace budowlane, konserwatorskie oraz działania związane z odnową mocno uszkodzonego drzewostanu, trwające aż do roku 1934. Fundusze pochodziły zarówno od instytucji państwowych, jak i z ogólnopolskich zbiórek. «W zbiórce tej niezmordowany był śp. radca Ignacy Gintowt-Dziewałtowski, co uważam za obowiązek swój na tym miejscu podkreślić, ja tylko bowiem, stale się z nim stykając, mogę to poświadczyć, by w ten sposób temu niezwykle kulturalnemu człowiekowi uznanie me wyrazić; poświęcał się on bowiem nie tylko nad wyraz serdecznie, ale ofiarnie zdrowie nadszarpywał, sprawami Kom. Dni Chopinowskich stale się do nocy późnej zajmując do upadłego».
Ignacy Gintowt-Dziewałtowski «po długich i ciężkich cierpieniach» zmarł w Warszawie dnia 30 maja 1935 roku w Szpitalu Zakaźnym Miejskim Św. Stanisława. Według metryki, zamieszczonej w księdze zgonów z roku 1935 warszawskiej parafii pw. Św. Stanisława pod numerem 327:
«Działo się w Warszawie w parafii Świętego Stanisława B(iskupa)M(ęczennika) dnia trzeciego czerwca tysiąc dziewięćset trzydziestego piątego roku o godzinie dziesiątej rano. Stawili się pełnoletni Józef Znamiński i Kazimierz Jasiński posługacze szpitala Świętego Stanisława tamże zamieszkali i oświadczyli, że dnia trzydziestego maja roku bieżącego w szpitalu Świętego Stanisława zmarł Ignacy Gintowt-Dziewałtowski, czterdzieści siedem lat mający, kawaler, urzędnik, w Plikiszkach ziemi Wileńskiej urodzony, syn Ludwika i Heleny małżonków Gintowt-Dziewałtowskich. Po przekonaniu się o śmierci Ignacego Gintowt Dziewałtowskiego, akt ten stawającym przeczytany przez nas podpisany został. Ks. H. Łukomski»
Pogrzeb odbył się na Cmentarzu Bródnowskim w Warszawie dnia 4 czerwca 1935 roku o godzinie 10.00, gdzie pochowany został w grobie rodzinnym (kwatera 28A-2-15).

## Awanse
- chorąży armii carskiej
- podporucznik armii carskiej
- porucznik armii carskiej
- sztabskapitan armii carskiej